# Blaenavon
Blaenavon (tiếng xứ Wales: Blaenafon) là một thị trấn ở miền Đông Nam xứ Wales, trên khu vực thượng lưu của sông Afon Lwyd, phía bắc thị trấn Pontypool, trong phạm vi ranh giới lịch sử của Monmouthshire. Thị trấn nằm cao trên một sườn đồi và có dân số 6.349 người. Blaenavon nghĩa đen có nghĩa là "phía trước của dòng sông" hoặc hiểu đơn giản là "nguồn của con sông" trong ngôn ngữ xứ Wales.

## Lịch sử
Thị trấn phát triển xung quanh các xưởng luyện sắt  được xây dựng từ năm 1788 mà một phần trong số chúng hiện nay trở thành các nhà bảo tàng. Các ngành khai thác than và thép phát triển theo, thúc đẩy dân số thị trấn có thời điểm lên tới 20.000 người. Nhưng kể từ khi các xưởng luyện sắt bị đóng cửa năm 1900, các mỏ than cũng ngừng hoạt động vào năm 1980 thì dân số đã giảm nhanh chóng.
Điểm thu hút khách trong thị trấn là Bảo tàng than Big Pit, là một phần của Tuyến đường di sản công nghiệp châu Âu hay Xưởng luyện sắt Blaenavon  và tuyến đường sắt Pontypool và Blaenavon. Đây là những di tích lịch sử đã được UNESCO công nhận là di sản thế giới.
Thị trấn từng có hai nhà ga xe lửa hoạt động nhưng một nhà ga đã đóng cửa vào năm 1941 khi nhà ga Newport được xây dựng. Nhà ga còn lại cũng bị đóng cửa vào năm 1962 khi cắt giảm các tuyến đường sắt.

## Hình ảnh

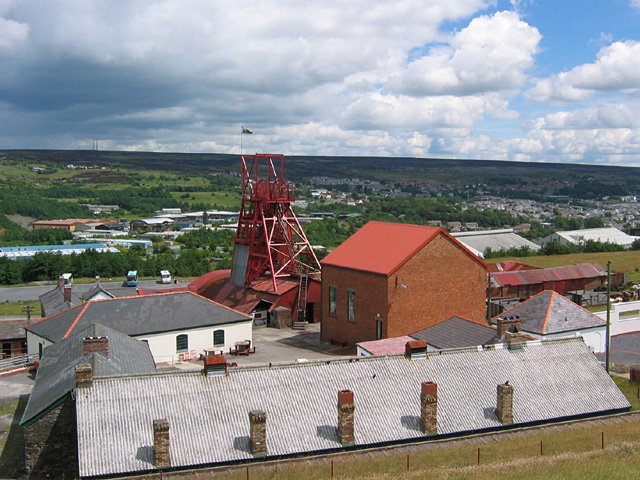
Bảo tàng than Big Pit
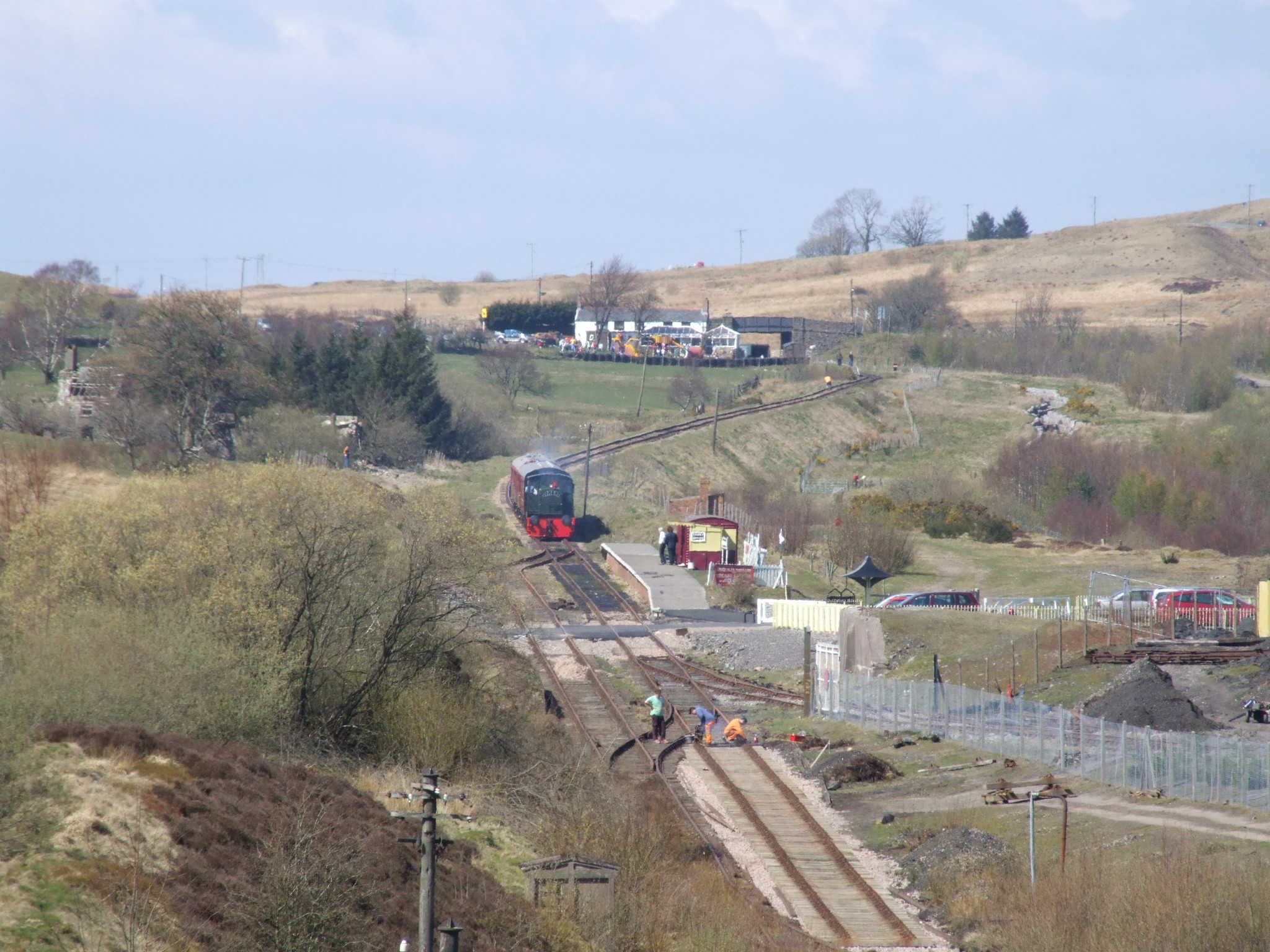
Tuyến đường sắt Pontypool & Blaenavon
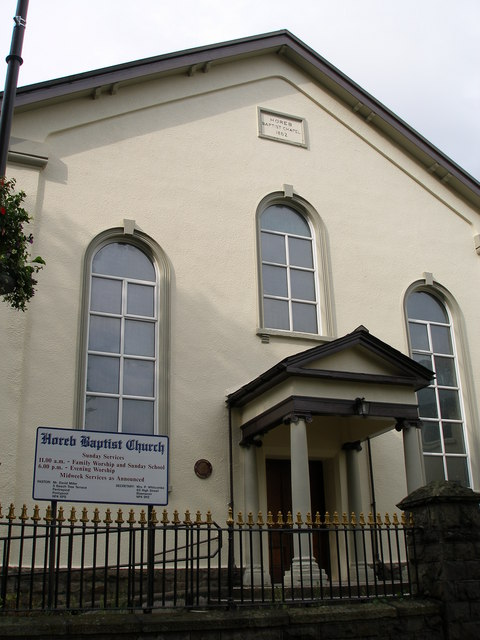
Nhà thờ Baptist
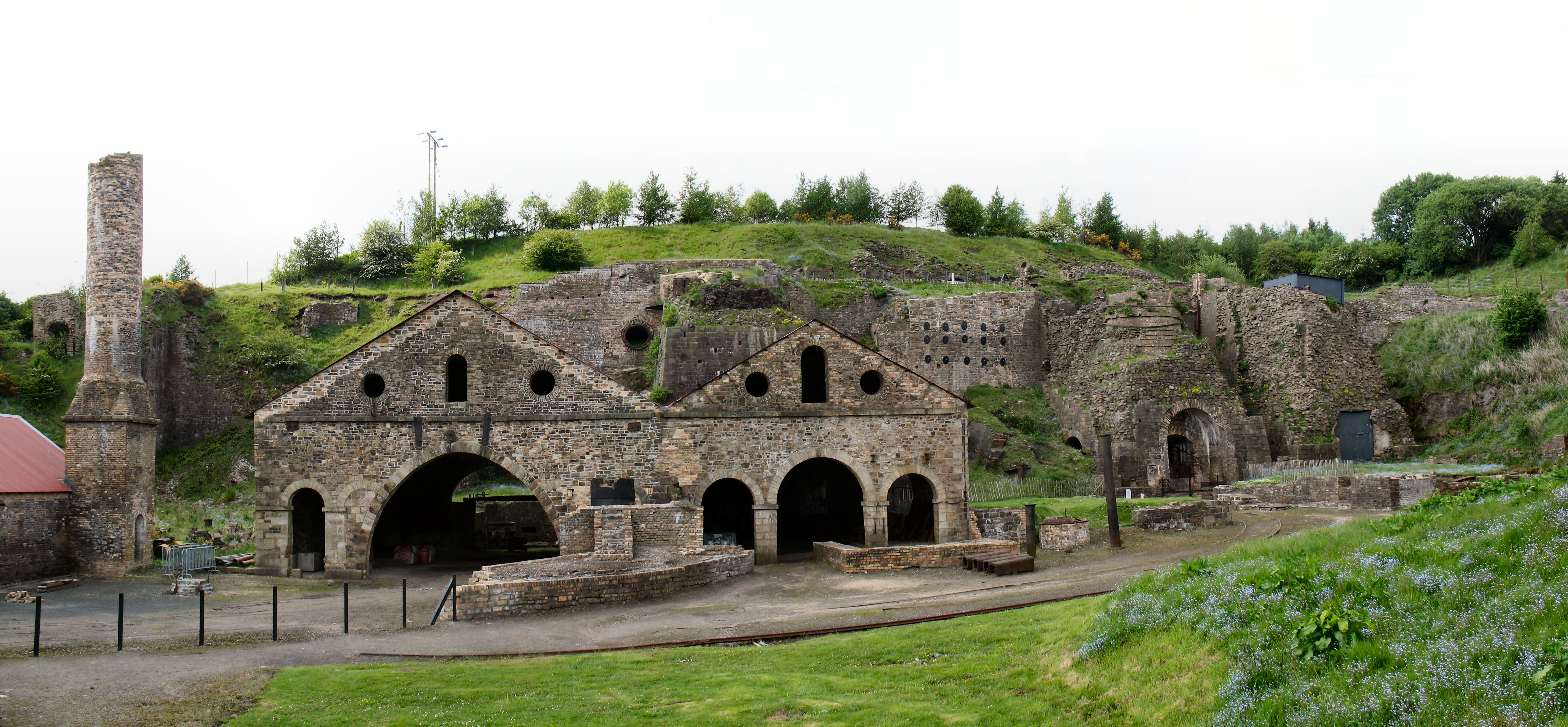
Xưởng luyện sắt Blaenavon
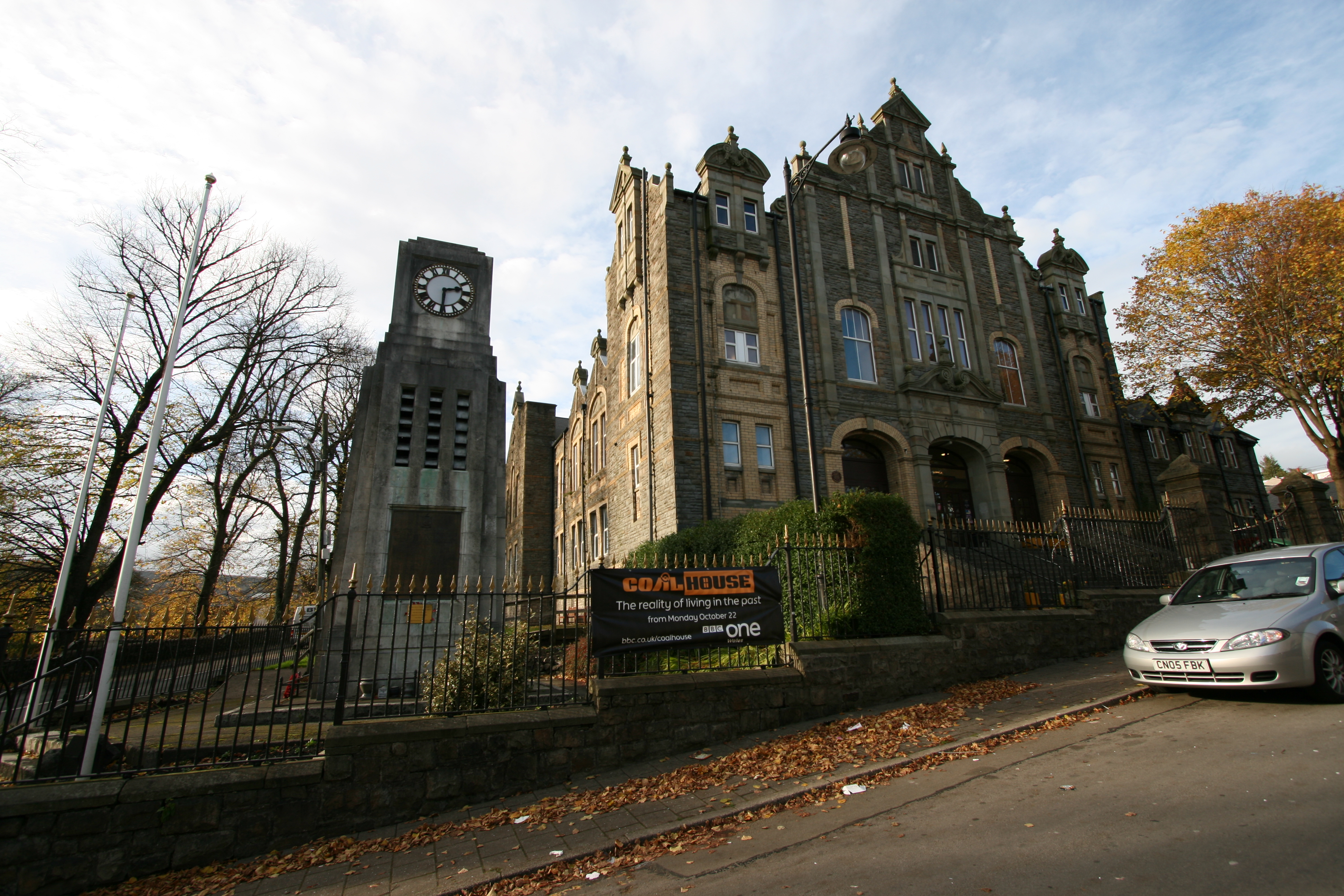
Đài tưởng niệm chiến tranh tại Blaenavon
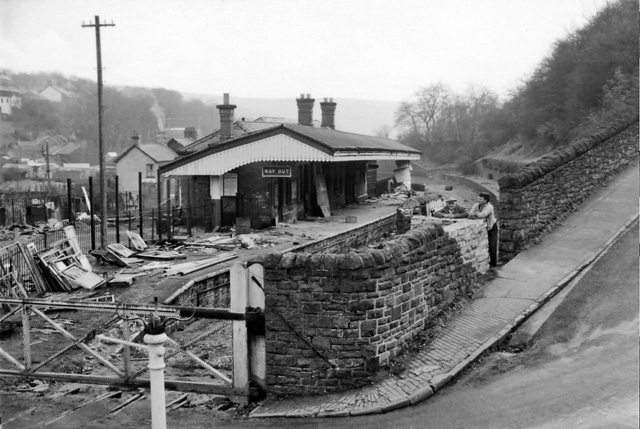
Trạm xe lửa Blaenavon Low Level
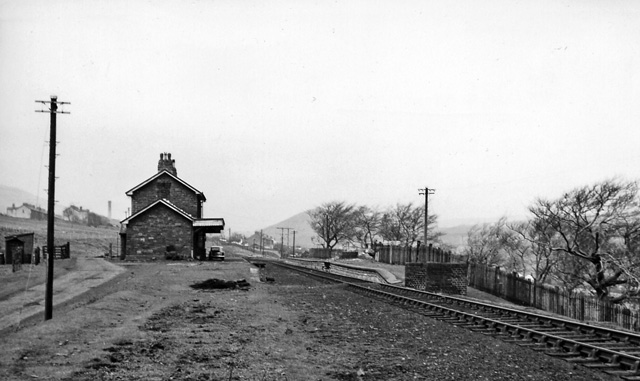
Trạm xe lửa Blaenavon High Level